# كورتني براون (أستاذ مشارك)
كورتني براون (بالإنجليزية: Courtney Brown)‏ (و. 1952  م) هو أستاذ مشارك، وعالم أمريكي.